# Kevin Volans
Kevin Volans (ur. 26 lipca 1949 w Pietermaritzburgu) – irlandzki kompozytor pochodzenia południowoafrykańskiego.

## Życiorys
Ukończył studia na University of the Witwatersrand w Johannesburgu, następnie odbył studia podyplomowe na University of Aberdeen. W latach 1973–1981 kształcił się w zakresie kompozycji i muzyki elektronicznej w Hochschule für Musik w Kolonii, gdzie jego nauczycielami byli Karlheinz Stockhausen, Aloys Kontarsky i Mauricio Kagel. Kilkukrotnie odbywał podróże badawcze do RPA, gdzie dokonał rejestracji tradycyjnej muzyki afrykańskiej, a także realizował programy dla Westdeutscher Rundfunk i Deutsche Welle. Od 1981 do 1985 roku wykładał na University of Natal w Durbanie, gdzie w 1985 roku uzyskał stopień doktora.
W latach 1984–1986 był wykładowcą Międzynarodowych Letnich Kursów Nowej Muzyki w Darmstadcie. Od 1986 do 1989 roku był kompozytorem rezydentem Queen’s University w Belfaście. W 1992 roku został kompozytorem rezydentem Princeton University.
Osiadł na stałe w Dublinie, w 1995 roku otrzymał irlandzkie obywatelstwo.

## Twórczość
W muzyce Volansa widoczna jest inspiracja tradycyjną muzyką afrykańską, przejawiająca się w warstwie melodyki i skomplikowanej rytmiki. W latach 70. XX wieku kompozytor związany był z nurtem tzw. nowej prosty (Neue Einfachheit), w późniejszym okresie uległ tendencjom minimalistycznym i wpływom twórczości Mortona Feldmana. Od 1986 roku współpracował z Kronos Quartet, które dokonało nagrań wielu jego utworów, Volans napisał dla tej grupy swoje pierwsze trzy kwartety smyczkowe.

## Wybrane kompozycje
(na podstawie materiałów źródłowych)

### Utwory orkiestrowe
- One Hundred Frames (1991)
- Koncert na fortepian i instrumenty dęte (1995)
- Koncert wiolonczelowy (1997)
- Podwójny koncert skrzypcowy (1999)
- Koncert na podwójną orkiestrę (2001)
- Strip-Weave (2002 zrewid. 2003 i 2005)
- Koncert potrójny na skrzypce, wiolonczelę, fortepian i orkiestrę (2005)

### Utwory kameralne
- Matepe na 2 klawesyny i grzechotki (1980)
- Mbira na 2 klawesyny i grzechotki (1980)
- White Man Sleeps na 2 klawesyny, violę da gamba i perkusję (1982)
- Walking Song na flet, klawesyn lub wirginał lub fortepian i 4 kołatki (1984)
- She Who Sleeps With a Small Blanket na perkusję (1985)
- 7 kwartetów smyczkowych (I White Man Sleeps 1986, II Hunting: Gathering 1987, III The Songlines 1988 zrewid. 1993, IV The Ramanugan Noteeboks 1990 zrewid. 1994, V Dancers on a Plane 1994 zrewid. 1995, VI 2000, VII 2002)
- Into Darkness na fortepian, klarnet, trąbkę, skrzypce, wiolonczelę i perkusję (1987, zrewid. 1989)
- Movement na kwartet smyczkowy (1987)
- Chevron na zespół kameralny (1990)
- Wanting to Tell Stories na fortepian, klarnet, altówkę i kontrabas (1993)
- Leaping Dance na zespół dęty (1995)
- Asanga na perkusję (1997)
- Akrodha na perkusję (1998)

### Utwory fortepianowe
- Nine Beginnings na 2 fortepiany (1976, zrewid. 1985)
- Newer Music (1981)
- Leaping Dance na 2 fortepiany (1984)
- Kneeling Dance na 2 fortepiany (1985)
- Cicada na 2 fortepiany (1994)
- March (1996)

### Utwory organowe
- Walking Song (1986)

### Opery
- opera taneczna Correspondances (wyst. Londyn 1990)
- opera kameralna The Man with Footsoles of Wind (wyst. Londyn 1993)
- opera telewizyjna Plane-Song (wyk. BBC2 1995)

### Utwory elektroniczne
- Studies in Zulu History (1979)
- Kwazulu Summer Landscape (1979)
- Cover Him with Grass (1982)